# Sint-Dionysiuskerk (Lede)

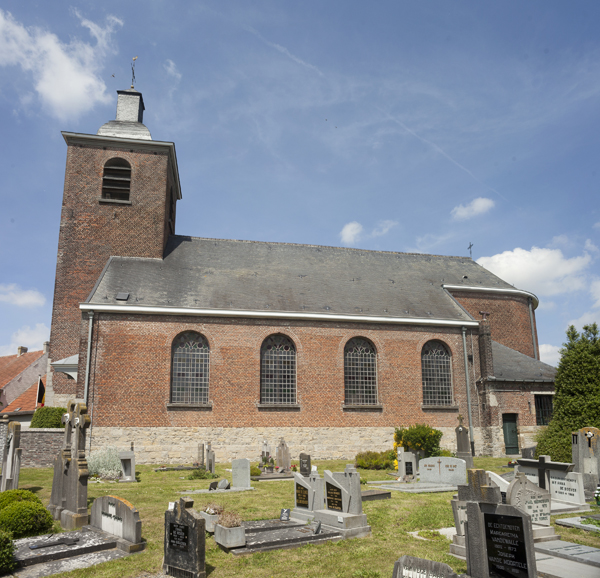
Sint-Dionysiuskerk

De Sint-Dionysiuskerk is de parochiekerk van de tot de Oost-Vlaamse gemeente Kruisem behorende plaats Lede, gelegen aan Lededorp 7A.

## Geschiedenis
Vermoedelijk werd de eerste kerk in de vroege middeleeuwen gebouwd, waarop niet alleen de wijding aan Sint-Dionysius op wijst, doch ook muurresten in Doornikse steen.
In 1750 zou de kerk totaal vernieuwd zijn en ook omstreeks 1860 werden wijzigingen aangebracht.

## Gebouw
Het betreft een driebeukige bakstenen kerk met halfingebouwde westtoren op vierkante plattegrond. Het koor heeft een halfronde apsis. De bakstenen kerk is gebouwd op een plint van blokken Doornikse steen en breuksteen. Ook de toren is tot een hoogte van ongeveer 2 meter in Doornikse steen opgetrokken.

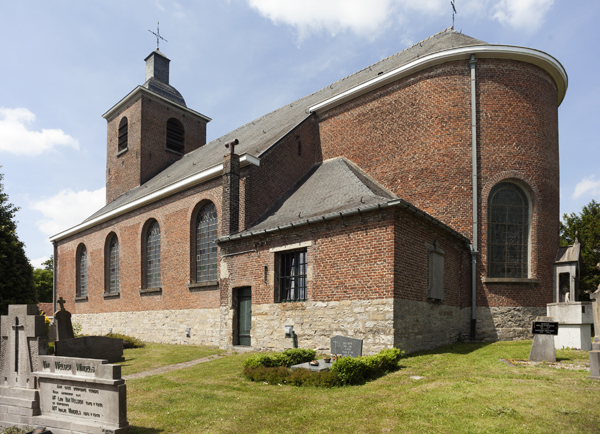
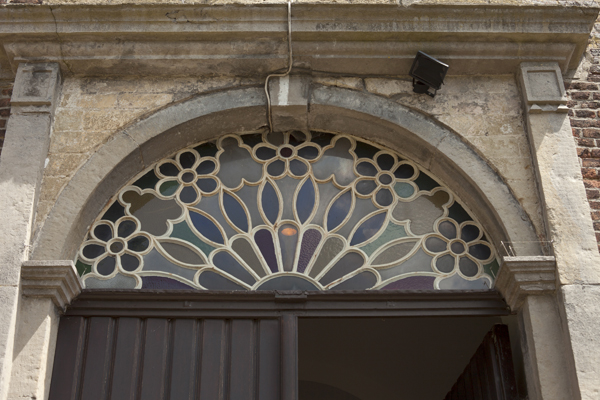
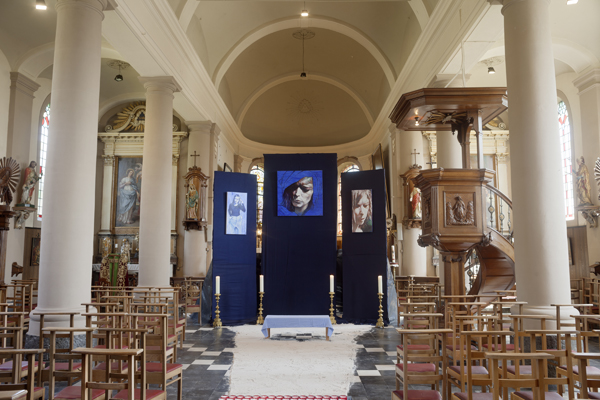
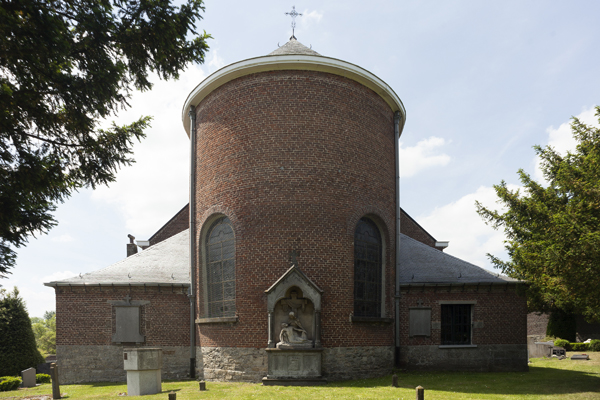

## Interieur
Het interieur heeft een classicistische uitstraling. Een 17e-eeuws schilderij is Nood Gods of Heilige Drievuldigheid omringd door engelen met passiewerktuigen. Uit de 18e eeuw zijn de schilderijen: Maaltijd van Jezus en de Emmausgangers en een Sint-Anna met Maria en Jezuskind, boven het noordelijk zijaltaar. De beelden van biddende engelen terzijde van het hoofdaltaar zijn 18e-eeuws. Ook het hoofdaltaar en het noordelijk zijaltaar stammen uit deze eeuw, evenals de preekstoel, de communiebank en de biechtstoelen.
Het orgel werd vervaardigd door Hooghuys en stamt uit 1876.

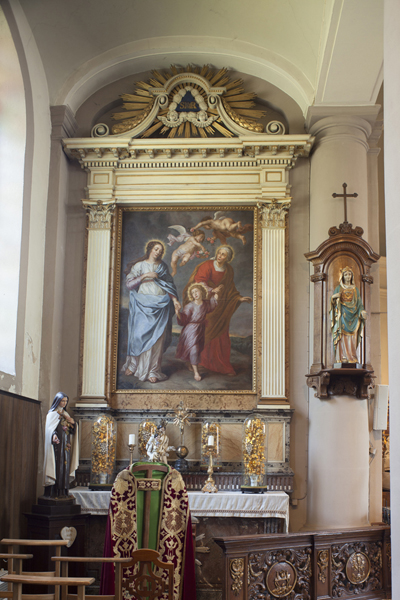
De Heilige Familie
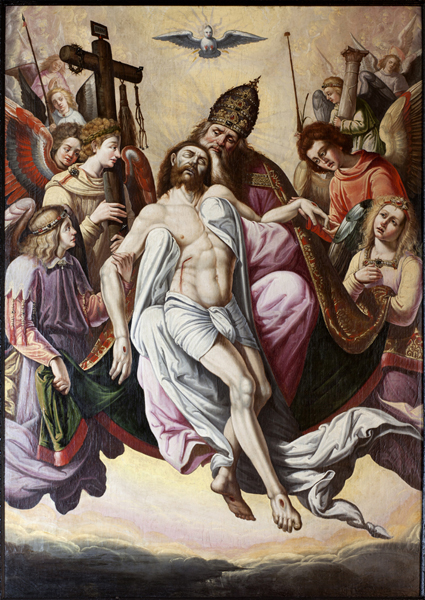
Nood Gods
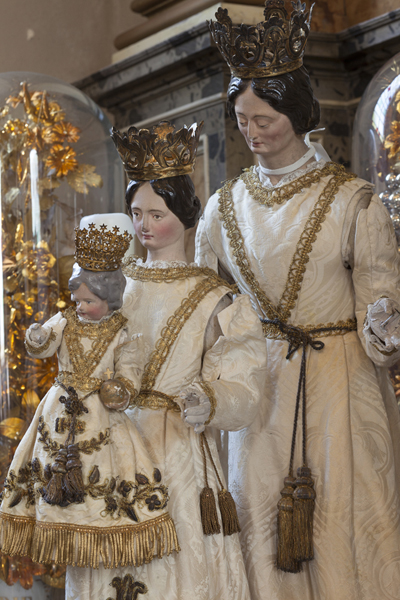
Anna te Drieën
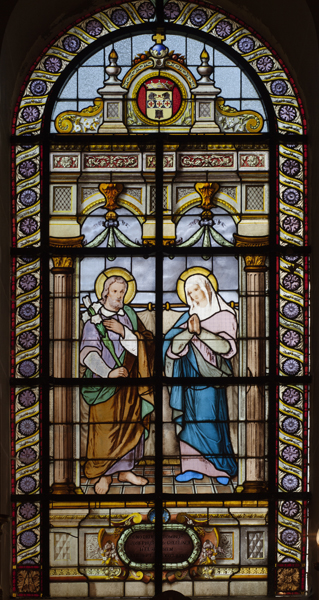
Glasraam
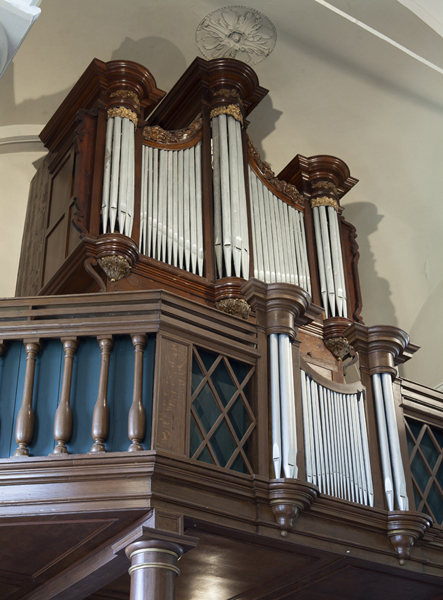
Orgel van Hooghuys